# Hans Sebald Beham
Sebald Beham, más conocido por el nombre (erróneo) de Hans Sebald Beham (Núremberg, 1500 - Fráncfort del Meno, 1550) fue un artista alemán que hizo sus mejores obras como grabador a buril, y que fue también diseñador de xilografías, pintor y miniaturista.

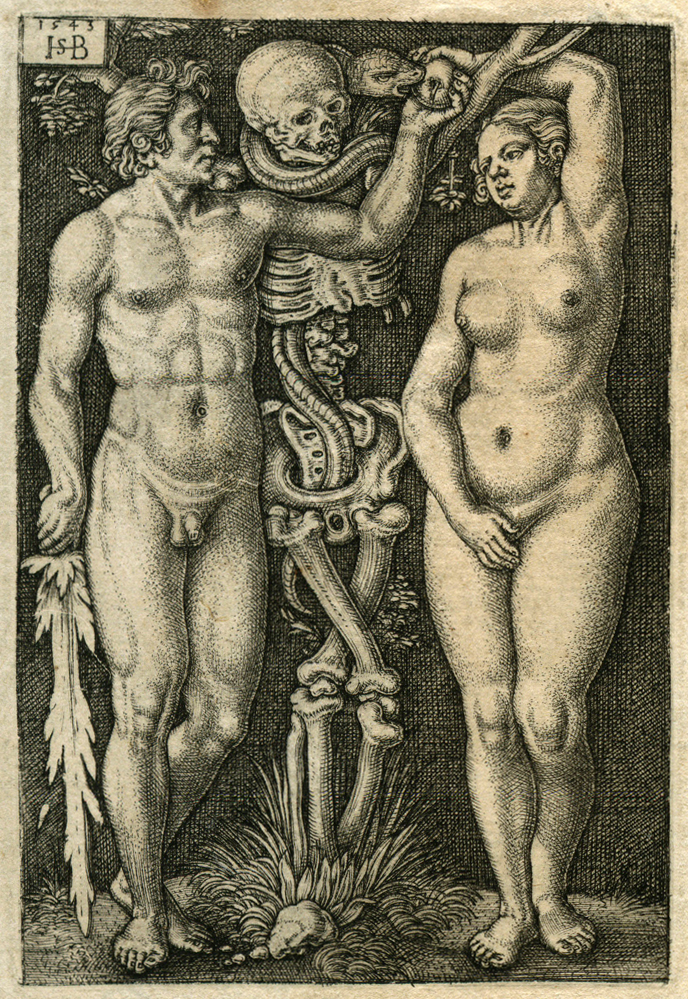
Adán y Eva (1543), 82 mm × 56 mm.

Fue uno de los más importantes «Pequeños maestros» (como su hermano Barthel Beham, Albrecht Altdorfer, Georg Pencz y Heinrich Aldegrever), el grupo de artistas alemanes que hicieron grabados en la generación inmediatamente posterior a Durero. Debido a una errónea interpretación de su anagrama habitual (SBH) se supuso por largo tiempo que se llamaba Hans Sebald.

## Vida

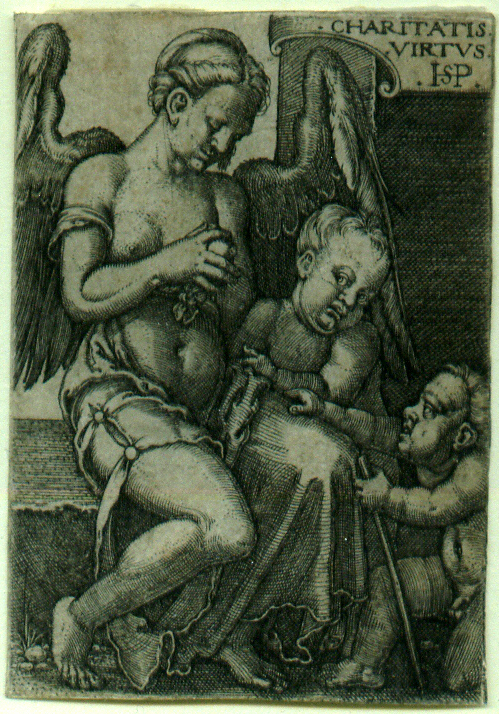
Caridad, con el monograma SPH (que refleja la pronunciación de su apellido en su ciudad, Núremberg: péjam.

Nació en una familia de artistas, en Núremberg. Era dos años mayor que su hermano Barthel. En 1525, junto con su hermano y Georg Pencz, fueron expulsados de la ciudad, acusados de herejía (eran luteranos en un municipio aún católico), blasfemia y desacato a la autoridad del concejo de la ciudad. Los llamaron los «pintores ateos».
Unos meses después se les permitió volver a la ciudad, pero Beham tuvo que exiliarse otra vez en 1528 por publicar un libro acerca de las proporciones del caballo, que el concejo de la ciudad consideró un plagio de un manuscrito de Alberto Durero, que había muerto recientemente.
Después de trabajar en varias ciudades alemanas, desde 1532 se afincó en Fráncfort del Meno hasta su muerte en 1550.
En su época fue siempre conocido como Sebald Beham, nombre con el que consta su firma en documentos. Pero su anagrama habitual ha inducido a error: superponía las letras SB sobre una H mayor, que parecía la primera inicial, pero el orden correcto en que debía interpretarse tal anagrama era SBH, siendo la H de la segunda sílaba del apellido. Por lo tanto, el nombre Hans es incorrecto. Hasta 1532 monogramaba sus grabados con SPH (la P refleja la pronunciación de su apellido en Núremberg: Péjam) y cuando en su última etapa vivía en Fráncfort del Meno, su monograma se convirtió en SBH.

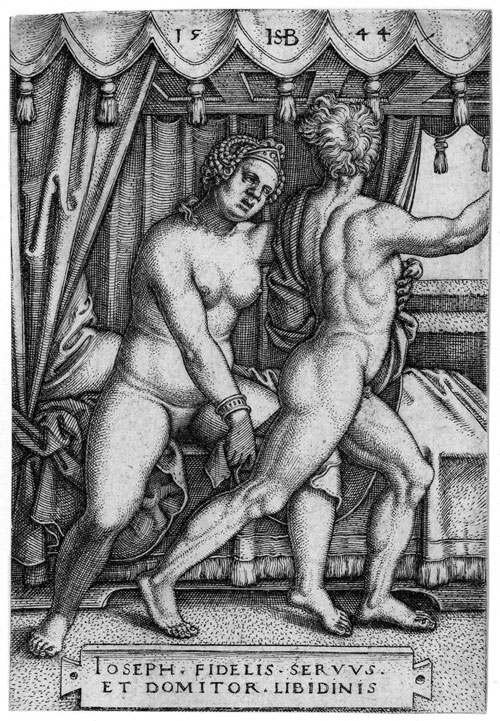
José y la esposa de Putifar (1544), 81 mm × 56 mm.

## Obras
Beham es reconocido como un prolífico grabador. Produjo aproximadamente 252 grabados a buril, 18 al aguafuerte y 1500 xilografías (incluidas ilustraciones xilográficas para libros).
Trabajó extensamente en grabados minúsculos, muy detallados, algunos tan pequeños como estampillas, que lo situaron en la escuela de grabadores alemanes conocida actualmente como los «Pequeños maestros» debido al tamaño de sus trabajos. Estas obras las produjo y las publicó por sí mismo, mientras que sus xilografías más grandes eran principalmente trabajos por encargo. Los grabados hallaron rápidamente un mercado entre los coleccionistas burgueses alemanes, pero no fueron muy vistos en Italia.
Hizo también impresiones para naipes, empapelado de paredes, escudos de armas sobre pergamino, y diseños para otros artistas, incluyendo muchos diseños para vitrales y vidrio pintado.
También iluminó dos libros de oraciones y pintó un tablero de mesa (que ahora se encuentra en el Museo del Louvre) para el cardenal Alberto, arzobispo de Maguncia, con escenas de la vida del rey David.

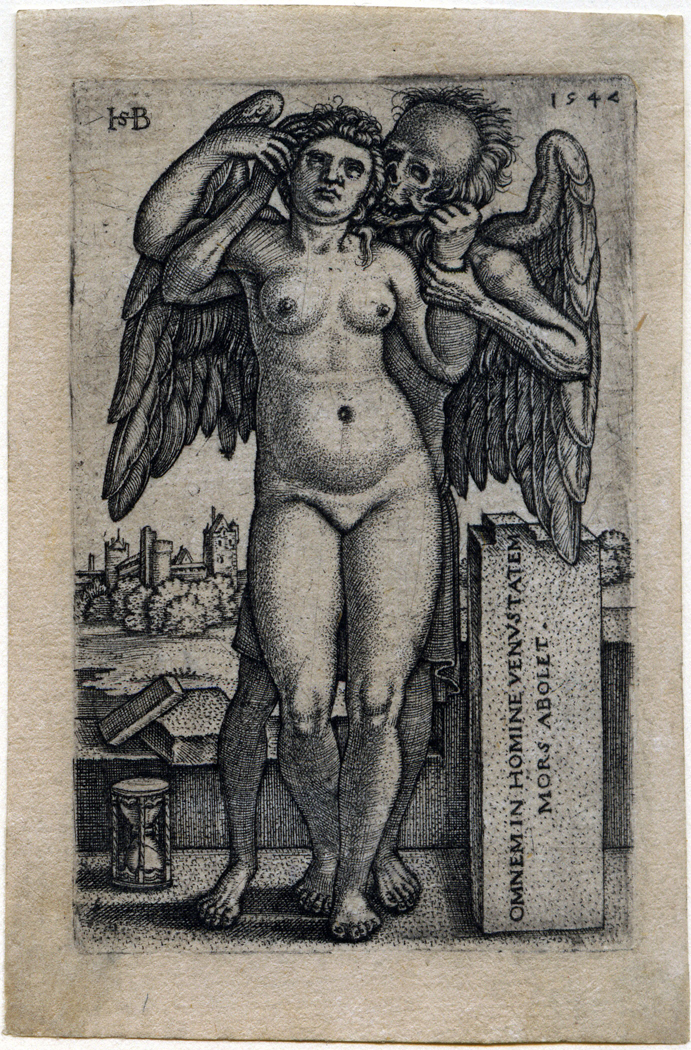
La muerte y la desnuda de pie (1547), 75 mm × 48 mm.

Su libro sobre las proporciones del caballo, por el que lo expulsaron de Núremberg en 1528 acusado de plagio, era un manual para artistas, al que luego siguió un libro de proporciones de la figura humana. Eran copias simplificadas de los trabajos de Durero sobre esos temas, pero más fáciles de usar (y más baratos), por lo que tuvieron un gran éxito durante mucho tiempo entre los artistas.
Sus grabados cubrieron un amplio rango de temas, pero es especialmente conocido por sus escenas de la vida rural y escenas de la mitología clásica o de la historia, ambas con elementos eróticos. Especialmente chocante es el grabado de 1529 La Muerte con una pareja lasciva, donde un esqueleto se aproxima a un hombre y a una mujer desnudos, que están masturbándose mutuamente.
Sus primeros trabajos reflejan la influencia de Durero, quien estaba trabajando todavía en Núremberg. Existe una xilografía Cabeza de Cristo, a la que le agregaron (posiblemente no Beham) el monograma AD (Alberto Durero) en la segunda matriz, por lo que Adam von Bartsch y otros creyeron que se trataba de una obra de Durero. También es probable que haya copiado obras originales de su hermano Barthel. En su periodo final reinterpretó muchos grabados famosos de Durero (como la Melancolía de 1539) para mostrar la superioridad de su trabajo.

## Otro artista: Hans Beham
Hans Sebald Beham no debe ser confundido con Hans Beham (o Hans Behem o Hans Böhm), también de Núremberg, y contemporáneo suyo, que fundió la «campana Sigismund» (Zygmunt), de 11 toneladas en el castillo Wawel en Polonia para el rey polaco Segismundo I Jagellón el Viejo.